# Everlipvis
De everlipvis (Lachnolaimus maximus), ook bekend onder de naam capitaine, is een lipvis die voorkomt in het Caribisch gebied, de kustwateren van Zuid-Florida, en het tropische westelijk deel van de Atlantische Oceaan. De everlipvis is de enige soort in het geslacht Lachnolaimus.

## Beschrijving
De vis heeft op de rug veertien stekels en elf zachte stralen, en in de anale zone elf stekels en tien zachte stralen. De voorste rugstralen zijn opvallend lang. De kleur varieert, maar is vaak roodbruin met een zwarte stip aan de voet van de rugvin. De kop heeft de vorm van een varkenskop, waarvan de Engelse benaming Hogfish (zwijnvis) is afgeleid. 
De vissen worden tot 90 centimeter lang, 10 kilogram zwaar en 11 jaar oud.

## Leefgebied en leefwijze
De soort komt voor in de buurt van koraalriffen. Het voedsel bestaat uit schaaldieren, krabben en zee-egels. De vis begint het leven als vrouw en kan als volwassen vis een geslachtsverandering ondergaan en man worden.

## Kleurverandering

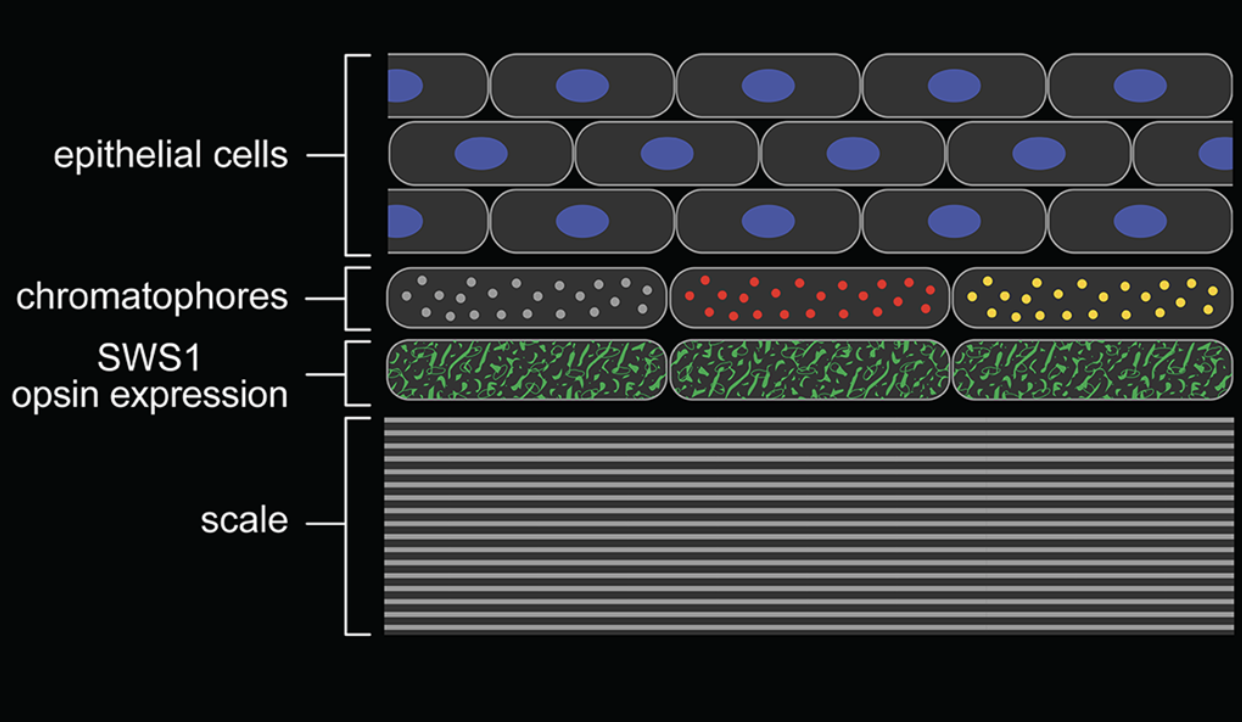
Schema van de positie van de chromatoforen ten opzichte van de cellen met opsine SWS1. 4 lagen: van boven naar beneden: 1. epitheelcellen, 2. chromatoforen, 3. cellen met opsine SWS1, 4. schubben

De everlipvis verandert van kleur om overeen te komen met het omringende koraalrif, zijn habitat. Het was al bekend dat de huid van deze vis chromatoforen (pigmentcellen) bevat en tevens opsinen, eiwitten die hier voornamelijk het blauwe, kortgolvige licht opvangen.
Ook veel andere dieren, waaronder de mens, hebben bepaalde opsinen in de huid.
In 2023 is onderzocht hoe de structuur van de huid leidt tot kleurverandering. Twee huidlagen spelen een belangrijke rol: een laag met chromatoforen en daaronder een laag met fotocellen die opsinen bevatten.
De mate van verspreiding van de pigmenten in de chromatoforen bepaalt in hoeverre de onderliggende opsinen (SWS1) door licht geëxciteerd kunnen worden. Zijn de pigmenten in het chromatofoor verspreid, dan absorbeert het chromatofoor de korte golflengtes waar de opsine in de huid juist gevoelig voor is zodat deze niet geëxciteerd kan worden. Omgekeerd, wanneer het pigment in het chromatofoor opgehoopt is kan al het licht passeren en kunnen de opsinen in de huid het signaal opvangen dat er op die plek geen pigment actief is. De vis schijnt zijn eigen huid niet te kunnen zien, maar de opsinen en chromatoforen samen geven hem een mogelijkheid de toestand ervan vast te kunnen stellen. Of dit collectieve 'waarnemen' ook doorgegeven wordt aan het centrale zenuwstelsel is nog niet duidelijk  De everlipvis zou het eerste voorbeeld van een gewerveld dier kunnen zijn met gespecialiseerde lichtdetecterende cellen die zich buiten het centrale zenuwstelsel bevinden.